# Кукес (аеропорт)
Міжнародний аеропорт Кукес Заїд-Північні Крила (алб. Aeroporti Ndërkombëtar i Kukësit Zayed-Flatrat e Veriut, (IATA: KFZ, ICAO: LAKU)), також відомий як Міжнародний аеропорт Кукес Заїд (алб. Aeroporti Ndërkombëtar i Kukësit Zayed), міжнародний аеропорт у Кукесі, повіт Кукес, Албанія. Аеропорт розташований 3.5 км (2,2 mi) на південь від міста Кукес. Основна мета Міжнародного аеропорту Кукес — служити альтернативним аеропортом Міжнародному аеропорту Тирани «Нен Тереза».
Аеропорт був побудований коштом інвестицій Об'єднаних Арабських Еміратів, зроблених за часів шейха Заїда бін Султана Аль-Нахайяна, і на честь цих інвестицій аеропорт має ім'я шейха Заїда. Він розроблений як аеропорт лоукост-рейсів.

## Історія

### Внутрішній аеродром
Міжнародний аеропорт Кукес розташований на відстані 3.5 км на південь від міста Кукес, у селі Штичен. Початок історії аеропорту сягає 1929 року, коли 20 квітня він вперше відкрився як внутрішній аеродром, що забезпечував повітряне сполучення між Тираною та Кукесом через Пешкопі. Повітряне сполучення діяло 15 років, поки комуністичний режим не перетворив його на військовий аеродром.

### Реактивація та трансформація
Під час війни в Косово Об'єднані Арабські Емірати організували сучасний табір у Кукесі для допомоги біженцям із Косово. По-перше, вони облаштували аеродром для доставки допомоги, що надходить до Кукеса. Тоді представники Об'єднаних Арабських Еміратів представили ідею розвитку цивільного аеропорту як подарунок регіону, куди прибуло найбільше громадян Косова. Після прийняття цієї ідеї проєкт аеропорту Кукес отримав подальший розвиток завдяки спільним дослідженням Генерального управління цивільної авіації та інвесторів. На підставі рішення Ради Міністрів від 15 лютого 2001 року було затверджено Меморандум про взаєморозуміння між Урядом Республіки Албанія та Урядом Об'єднаних Арабських Еміратів щодо будівництва аеропорту Кукес.
Будівництво аеропорту розпочалося 10 травня 2003 року та було завершено 31 жовтня 2005 року. Очікувалось, що він мав дати роботу понад 200 людям, що мало допомогти місцевій економіці, відкривши більше туристичних можливостей для регіону. Загальна сума інвестицій склала приблизно 20 мільйонів доларів, що було профінансовано урядом Об'єднаних Арабських Еміратів. 7 червня 2006 року аеропорт Кукес перейшов під управління Головного управління цивільної авіації, яке після 2010 року було перейменовано на Управління цивільної авіації.
У 2021 році назву було змінено на Міжнародний аеропорт Кукес Заїд (алб. Aeroporti Ndërkombëtar i Kukësit Zayed) прем'єр-міністром Еді Рамою на честь шейха Заїда бін Султана Аль Нахайяна, який спонсорував інвестиції.
Церемонія відкриття міжнародного аеропорту Кукес відбулася 18 квітня 2021 року Щоб відзначити цю подію, рейс 9003 Air Albania прибув з лондонського аеропорту Станстед після короткої зупинки в міжнародному аеропорту Тирани Nënë Tereza, оскільки на той час аеропорт не був схвалений для міжнародних рейсів. 9 липня 2021 року перший в історії міжнародний комерційний рейс приземлився в аеропорту Кукес, куди рейс 8174 Helvetic Airways прибув з аеропорту Цюриха.

## Зручності
Аеропорт може приймати літаки малого та середнього розміру. Перон пропонує місця для паркування до трьох літаків, а термінал обладнаний для обслуговування до 500 000 пасажирів на рік.

## Авіалінії та напрямки
Наступні авіакомпанії виконують регулярні та чартерні рейси в аеропорт Кукес:
| Авіакомпанія | Пункт призначення                                         |
| ------------ | --------------------------------------------------------- |
| Wizz Air     | Сезонний: Базель, Відень, Карлсруе/Баден-Баден, Меммінген |

## Статистика
| Рік  | Пасажири | Зміна     | Рейси | Зміна |
| ---- | -------- | --------- | ----- | ----- |
| 2021 | 4742     | ▬         | 85    | ▬     |
| 2022 | 39 752   | ▲ 738,3 % | NA    | ▬     |